# Гасанов, Тебриз
Тебриз Гасанов (азерб. Təbriz Həsənov; род. 15 июня 1967) — советский и азербайджанский футболист, полузащитник и нападающий, тренер. Выступал за сборную Азербайджана. Заслуженный тренер Азербайджана (2020).

## Биография
Начал выступать в соревнованиях мастеров в 21-летнем возрасте в команде второй лиги СССР «МЦОП-Термист» (Баку). Затем до распада СССР выступал за другие клубы второй лиги — «Гёязань» (Казах) и «Карабах» (Агдам).
В первом сезоне независимого чемпионата Азербайджана играл за «Нефтчи» (Баку) и снова за «Карабах», «Нефтчи» в итоге стал чемпионом страны. В весеннем сезоне 1993 года футболист вместе с «Карабахом» завоевал золото чемпионата и Кубок Азербайджана, в сезонах 1993/94 и 1996/97 становился серебряным призёром чемпионата. Принимал участие в еврокубках (не менее 7 матчей с учётом Кубка Интертото). Два раза переходил из «Карабаха» в бакинский клуб «Бакы Фэхлэси»/«АНС Пивани», но неизменно возвращался в «Карабах». В 2001 году завершил игровую карьеру.
Всего в высшем дивизионе Азербайджана сыграл 191 матч и забил 15 голов, из них за «Карабах» — 154 матча и 14 голов.
Провёл единственный матч за сборную Азербайджана — 2 сентября 1994 года в игре против Молдавии (1:2) заменил на 70-й минуте Видади Рзаева.
С начала 2000-х годов работал тренером, входил в тренерские штабы молодёжной сборной страны и клуба «Карван» (Евлах). В 2007—2008 годах был главным тренером «Карвана». С 2008 года около десяти лет возглавлял юниорские сборные Азербайджана (до 15 — до 17 лет). В 2017 году стал главным тренером сборной 19-летних, но после неудачного выступления в отборочном турнире покинул команду. В 2012 году получил тренерскую лицензию «Pro».
По состоянию на 2022 год работал в академии клуба «Сабах» (Баку).

## Достижения (как игрок)
- Чемпион Азербайджана: 1993
- Серебряный призёр чемпионата Азербайджана: 1993/94, 1996/97
- Обладатель Кубка Азербайджана: 1993
- Финалист Кубка Азербайджана: 1995/96, 1997/98
- Обладатель Суперкубка Азербайджана: 1994